# Radim Palouš
Radim Palouš (6. listopadu 1924 Praha – 10. září 2015) byl český filosof, pedagog a komeniolog, mluvčí Charty 77 a v letech 1990–1994 rektor Univerzity Karlovy.

## Život
Narodil se roku 1924 v Praze do rodiny režiséra, novináře a ledního hokejisty Jana Palouše a pedagožky Marie Paloušové (rozené Kavkové). Po maturitě se stal vůdcem skautského vodáckého oddílu. Za druhé světové války byl totálně nasazen, ovšem díky zdravotnímu stavu setrval v Praze. Od roku 1945 studoval filosofii na Filozofické fakultě Univerzity Karlovy (mj. u Jana Patočky) a v roce 1948 obhájil disertační práci Masarykovo filosofické mládí. Pro nesouhlas s odsouzením Milady Horákové opustil místo redaktora v nakladatelství Orbis a nastoupil jako soustružník do kladenské Poldi.
V roce 1951 zahájil pedagogickou činnost jako chemikář na základní škole v Davli a následně na gymnáziu Jana Nerudy. Souběžně absolvoval obor chemie na Přírodovědecké fakultě Vysoké školy pedagogické, kde od roku 1957 pracoval jako asistent analytické chemie a didaktiky chemie. Roku 1967 se habilitoval v oboru filozofie výchovy (práce Škola moderního věku), zabýval se dílem J. A. Komenského a moderní vyučovací technikou. Jedním z oponentů byl Jan Patočka.
Pořádal domácí filosofické semináře, vydával samizdat (mj. Spisy Jana Patočky), v roce 1976 podepsal Chartu 77, což bylo výslovně uvedeno jako důvod jeho propuštění z pracovního poměru na pedagogické fakultě Univerzity Karlovy, kde byl v té době docentem. V letech 1982–1983 se stal jedním ze tří mluvčích Charty. V roce 1988 stál u zrodu Hnutí za občanskou svobodu. Od roku 1989 byl členem Masarykova demokratického hnutí a v listopadu téhož roku se jako jeden z představitelů Občanského fóra účastnil schůzí a jednání.
V lednu 1990 jej na čtyřleté období zvolila Akademická rada rektorem Univerzity Karlovy, když dvěma třetinami hlasů porazil profesora patologie Zdeňka Lojdu z 1. lékařské fakulty UK. Podílel se na obnově univerzity včetně navazování mezinárodních styků a na reformě vysokého školství. V roce 1990 byl jmenován profesorem v oboru filozofie výchovy. Aktivní pedagogickou činnost vykonával do roku 2009.
V Míčovně Pražského hradu převzal 7. března 1998 čestnou medaili T. G. Masaryka, kterou mu udělilo předsednictvo Masarykova demokratického hnutí, za věrnost odkazu TGM a jeho uskutečňování.
Cestoval a přednášel v Evropě, v Americe, v Africe i v Asii a získal devět čestných doktorátů (osm na zahraničních univerzitách a jeden v ČR - Univerzita Pardubice, 2008). Za práci na vydávání Patočkových spisů byl vyznamenán Cenou ČSAV (1990), Scheideggerovou cenou (Holandsko 1992) a za celoživotní působení Řádem T. G. Masaryka III. třídy (1997).

## Dílo
(„s“ za rokem vydání znamená samizdat)
- Chemie pro uchazeče o studium na vysokých školách, 2. vyd. 1965;
- Světověk, 1969s, 6. vyd. 1990 (německy Das Weltzeitalter, 1993);
- Škola stáří, 1978s (německy 1979);
- K Bolzanovu významu v duchovním vývoji a v národním povědomí, 1981s;
- Čas výchovy, 1983s, 3. vyd. 1991;
- Česká zkušenost, 1984s, 2. vyd. 1994;
- Konverze, 3. vyd. 1988s;
- Dopisy kmotřenci 1990;
- K filosofii výchovy, 2. vyd. 1991;
- Komenského Boží svět, 1992;
- Osobnost a komunikace, 1990;
- Comenius aus Patočka's Sicht, 1993;
- Rokování o roku, 1994,
- Totalismus a holismus, 1996.
- Die Verantwortung des Menschen in einem globalen Weltzeitalter (s R. Buttiglionem a Josefem Seifertem), 1996.
- Hovory s Havly. Dálkové rozhovory s Václavem Havlem a Ivanem M. Havlem, 1999
- Světověk a Časování, 2000.
- Dopisy dnešnímu kmotřenci, 2001
- Ars Docendi, 2004
- O globalizaci, 2005
- Dobrodružství pobytu vezdejšího (rozhovor s J. Beránkem), 2006
- Heretická škola, 2008
- Paradoxy výchovy, 2009
- Filosofická reflexe několika pojmů školské pedagogiky, 2010
- Homo educandus : filosofické základy teorie výchovy (se Z. Svobodovou), 2011
- Odpovědnost (s A. Prázným), 2012

Dále publikoval řadu odborných článků v Československu i v cizině.